# ستون ماونتن (جورجيا)
ستون ماونتن (بالإنجليزية: Stone Mountain, Georgia)‏ هي مدينة تقع في مقاطعة ديكالب بولاية جورجيا في الولايات المتحدة. تبلغ مساحة هذه المدينة 4.2 (كم²)، وترتفع عن سطح البحر 318 م، بلغ عدد سكانها 5802 نسمة في عام 2010 حسب إحصاء مكتب تعداد الولايات المتحدة.

## أعلام
- بورشا فيليبس
- ديكوان جونز
- ريغي بال
- كوني جونسون
- أندرو جوديلوك
- ديفيد لانغ
- ثيودور فان كيرك
- جو غريني

## اقرأ أيضا
- ستون ماونتن

## وصلات خارجية
- City of Stone Mountain Georgia
- Cities & Counties - Georgia.gov